# Sahk
Sahk (persiska: سهک) är en ort i Iran.   Den ligger i provinsen Khorasan, i den östra delen av landet, 800 km öster om huvudstaden Teheran. Sahk ligger 1 979 meter över havet och antalet invånare är 122.
Terrängen runt Sahk är kuperad åt sydost, men åt nordväst är den platt.Runt Sahk är det glesbefolkat, med 12 invånare per kvadratkilometer. Närmaste större samhälle är Asadīyeh, 19,1 km sydost om Sahk. Trakten runt Sahk är ofruktbar med lite eller ingen växtlighet.